# や座R星
や座R星（やざRせい）は、や座にある脈動変光星である。

## 概要
学名はR Sagittae（略称：R Sge）。70.770日の周期で変光するおうし座RV型変光星で、変光星総合カタログでは8.0等と10.4等の間を変光するとしているが、アメリカ変光星観測者協会では8.0等と10.5等の間を変光するとしている。スペクトル型は変光に伴いG0IbとG8Ibの間を変化する。おうし座RV型変光星は平均光度が変化しないRVA型と平均光度が変化するRVB型に細分類されるが、や座R星はRVB型に分類される。